# Veit Hofmann

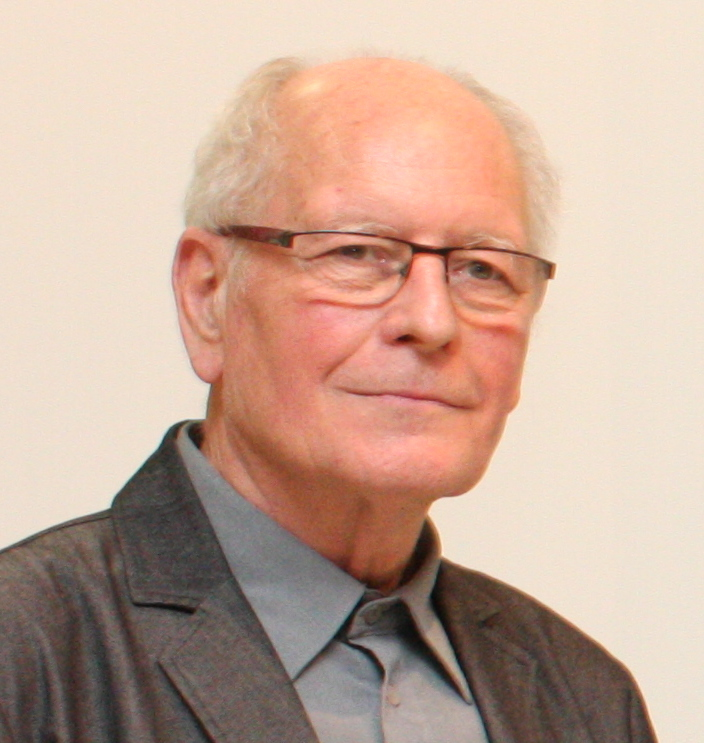
Veit Hofmann, 2017

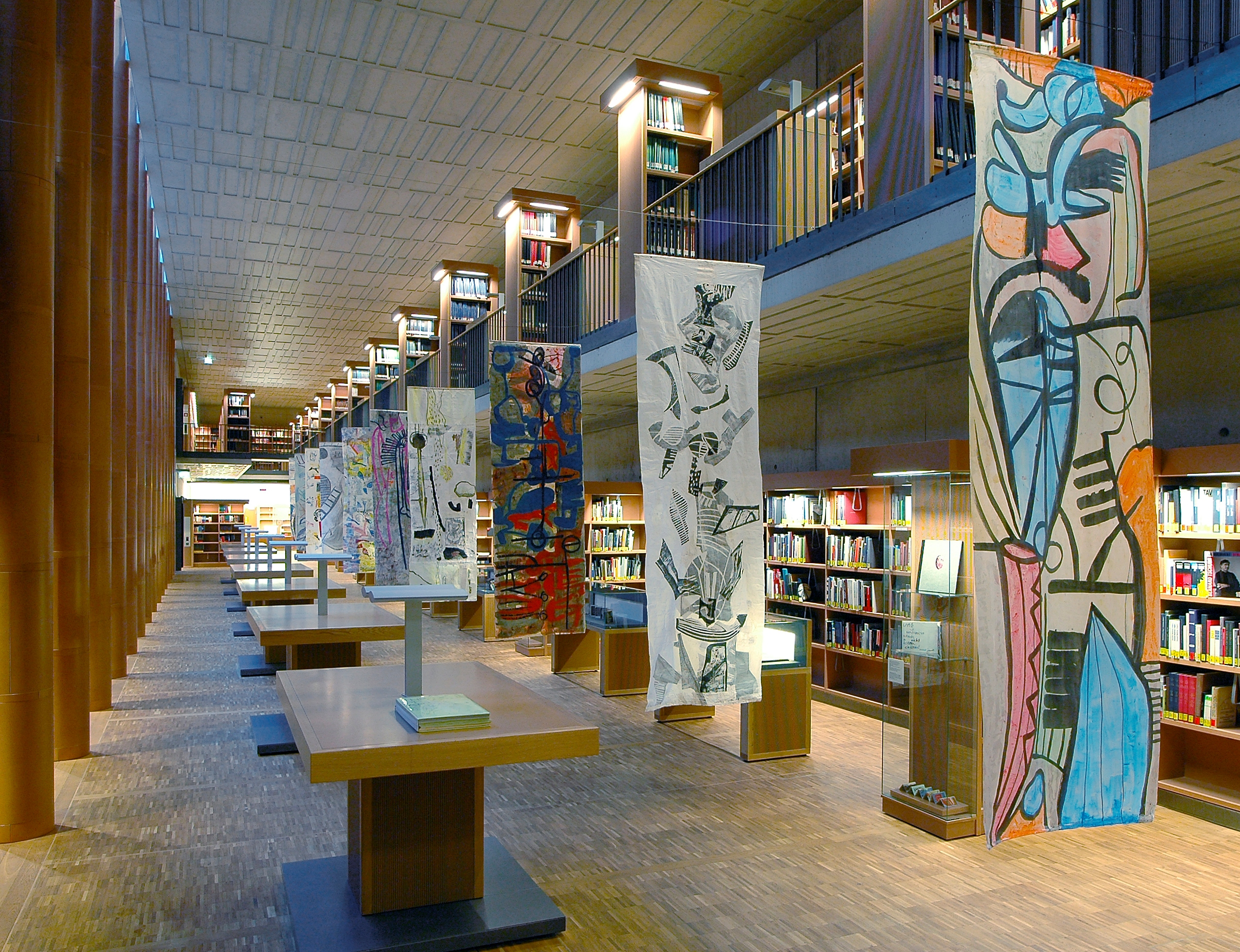
Ausstellung in der SLUB Dresden, 2005

Veit Hofmann (* 30. April 1944 in Dresden) ist ein deutscher Künstler.

## Leben
Veit Hofmann wurde 1944 im Künstlerhaus Dresden-Loschwitz geboren, seine Eltern waren Erika und Werner Hofmann. Er verbrachte dort auch seine Kindheit und wurde von den Mitbewohnern Helmut Schmidt-Kirstein, Wilhelm Lachnit, Hermann Glöckner und Hans Jüchser künstlerisch beeinflusst. Auf Wunsch seines Vaters absolvierte er von 1960 bis 1967 eine Lehre als Buchdrucker. Anschließend studierte er von 1967 bis 1972 Kunst an der Hochschule für Bildende Künste Dresden bei Gerhard Kettner und Herbert Kunze und ist seitdem selbst als freischaffender Künstler tätig.
Während und nach seinem Kunststudium beschäftigte sich Veit Hofmann mit verschiedenen druckgrafischen Techniken, wie Radierung, Holzschnitt oder Lithografie. In dieser Zeit erfolgten zahlreiche Studienreisen in das östliche Ausland, meist in Gesellschaft seiner Künstlerfreunde Helge Leiberg, Stefan Plenkers und Rainer Zille. Im Jahr 1985 bezog er wieder eine Wohnung im Dresdner Künstlerhaus, wo er eine eigene Collage-Technik entwickelte.
Im Jahr 1988 erfand er zusammen mit Otto Sander Tischbein die Telefonkunst für die DDR und begann eine kontinuierliche Zusammenarbeit mit dem Grafikdrucker und Verleger Ulrich Grimm. Auf den Spuren Erhart Kästners bestieg er 1990 den „Heiligen Berg Athos“.
Im Jahr 1992 erwarb er in Pannonhalma/Ungarn ein Haus, das er zum Atelierhaus ausbaute.
Er setzte sich dort intensiv mit großformatiger Grafik (vorwiegend Holzschnitt) auseinander.
Gemeinsam mit Max Uhlig gründete er 1993 einen Fonds für öffentliche Zwecke mit dem Namen „Künstler helfen Künstlern“.
Hofmann war bis 1990 Mitglied des Verbands Bildender Künstler der DDR und hatte im In- und Ausland eine bedeutende Anzahl von Einzelausstellungen und Ausstellungsbeteiligungen, u. a. 1982/1983 und 1987/1988 an der IX. und X. Kunstausstellung der DDR.

## Darstellung Hofmanns in der Bildenden Kunst
- Werner Hofmann: Der Schüler Veit (Tafelbild, Öl, 1953)[1]